# Leandro Alves
Pour les articles homonymes, voir Alves (homonymie).
Leandro Alves, de son nom complet Leandro Alves da Cunha, est un footballeur professionnel brésilien né le 30 novembre 1980 à Rio de Janeiro. Formé au Paris SG, il joue au poste d'attaquant ou de milieu offensif.

## Palmarès
- Finaliste de la Coupe Gambardella 1998.